# Zacatecas
Zacatecas este unul din cele 31 de state  federale ale Mexicului. 

## Diviziuni  administrative
Vedeți  Municipalităţile  statului Zacatecas, Mexic.
Zacatecas este împărțit în 58  de municipalități, numite (municipios).  Mazapil este cea mai mare municipalitate a  statului ocupând aproximativ 16% din suprafața statului.  Municipalitatea  Momax este cea mai  mică dintre acetea, ocupând doar 164,538 km².

## Comunități  importante
- Chalchihuites
- Fresnillo
- Guadalupe
- Jalpa
- Jerez de García Salinas
- Juan ALdama
- Loreto
- Ojocaliente
- Río Grande
- Sombrerete
- Valparaiso
- Victor Rosales
- El Tejujan
- Zacatecas

## Oameni notabili
- Antonio Aguilar, cântăreț,  actor
- Pepe Aguilar,  cântăreț
- Maria del Rosario Castro Lozano, politician mexican, membră a  partidului politic Partido Acción Nacional
- Rebecca de Alba,  model
- Don Juan de Oñate,  conchistador de origine spaniolă născut în Mexic
- Benjamin Galindo,  fost jucător de fotbal
- Susana González, actriță
- Cynthia Klitbo,  actriță
- Mateo Correa Magallanes, (1866 - 1927), sfânt și martir
- Florinda Meza,  actriță
- Manuel María Ponce, compozitor
- Sergio Santana,  jucător de fotbal
- Los Temerarios, grup muzical
- Ramón López Velarde, poet mexican din secolul al 19-lea,  poet al "La Suave Patria"

## Legături  externe
Materiale media legate de Zacatecas la Wikimedia Commons
- Zacatecas state government Arhivat în 7 decembrie 2005, la Wayback Machine.
- es  Towns, cities, and postal codes in Zacatecas Arhivat în 8 ianuarie 2008, la Wayback Machine.